# Hélène Vallier
Hélène Vallier, född 2 februari 1932 i Paris i Frankrike, död 1 augusti 1988 i Marseille, var en fransk skådespelare. Hon var syster till skådespelarna Marina Vlady, Olga Baïdar-Poliakoff och Odile Versois.

## Filmografi i urval
- 1986 – Nazi Hunter: The Beate Klarsfeld Story
- 1984 – Mistrals dotter (TV-serie)
- 1982 – Boulevard des assassins
- 1977 – Man kallade honom sheriffen
- 1975 – Död och pina
- 1974 – Toute une vie
- 1973 – Kändisen
- 1960 – I revolutionens skugga
- 1955 –  Narkotikasirenen
- 1955 – Stilettmordet
- 1954 – Rasputin och kvinnorna
- 1953 – Saadia
- 1952 – Rom klockan 11